# Équipe des îles Caïmans de football
Cet article traite de l'équipe masculine. Pour l'équipe féminine, voir Équipe des îles Caïmans féminine de football.
Maillots
L'équipe des Îles Caïmans de football est une sélection des meilleurs joueurs caïmaniens sous l'égide de la Fédération des îles Caïmans de football.

## Histoire
La sélection des Îles Caïmans de football disputa ses premiers matches dans le cadre des tours préliminaires à la Coupe caribéenne des nations 1985. Insérée dans le groupe 2 avec Antigua-et-Barbuda, la Dominique et la Guadeloupe, on ne connaît que son résultat face à la Dominique, à Roseau, le 3 mars 1985 (défaite 2-1), rencontre qui fait office de premier match de l'équipe. Lee Ramoon, qui ouvrit le score à la 11e minute, devint le premier buteur des Îles Caïmans et détient toujours le record de buts en sélection.
L'équipe des Îles Caïmans a connu ses heures de gloire dans les années 1990 en participant à quatre reprises à la phase finale de la Coupe caribéenne des nations en 1991, 1994, 1995 et 1998. Les Caïmaniens ont coorganisé avec la Jamaïque l'édition de 1995, tournoi où ils se sont distingués en intégrant le dernier carré.
Malgré une élimination dès le 1er tour face au Belize lors des qualifications pour la Coupe du monde 2018, les Caïmaniens restent invaincus à l'issue des deux matches (0-0 à Belmopan puis 1-1 à George Town) et ne sont éliminés qu'en vertu de la règle des buts marqués à l'extérieur.

## Sélection actuelle

### Appelés récemment
Les joueurs suivants ne font pas partie du dernier groupe appelé mais ont été retenus en équipe nationale lors des 12 derniers mois.
| Pos. | Nom | Date de Naissance | Sél. | Buts | Club (au moment de leur dernière convocation) | Dernier appel |
| ---- | --- | ----------------- | ---- | ---- | --------------------------------------------- | ------------- |

## Classement FIFA
| Année              | 1993 | 1994 | 1995 | 1996 | 1997 | 1998 | 1999 | 2000 | 2001 | 2002 | 2003 | 2004 | 2005 | 2006 | 2007 | 2008 | 2009 | 2010 | 2011 | 2012 | 2013 | 2014 | 2015 | 2016 | 2017 | 2018 |
| ------------------ | ---- | ---- | ---- | ---- | ---- | ---- | ---- | ---- | ---- | ---- | ---- | ---- | ---- | ---- | ---- | ---- | ---- | ---- | ---- | ---- | ---- | ---- | ---- | ---- | ---- | ---- |
| Classement mondial | 154  | 150  | 131  | 148  | 164  | 153  | 148  | 159  | 165  | 164  | 181  | 176  | 181  | 189  | 192  | 172  | 183  | 157  | 183  | 192  | 194  | 205  | 196  | 200  | 202  | 203  |
| Année              | 2019 | 2020 | 2021 | 2022 | 2023 |      |      |      |      |      |      |      |      |      |      |      |      |      |      |      |      |      |      |      |      |      |
| Classement mondial | 193  | 193  | 194  | 195  | 196  |      |      |      |      |      |      |      |      |      |      |      |      |      |      |      |      |      |      |      |      |      |

## Parcours

### Parcours en Coupe du monde
| Année | Position     |      | Année         | Position |               | Année | Position |
| 1930  | Non inscrite | 1974 | Non inscrite  | 2010     | Non qualifiée |       |          |
| 1934  | Non inscrite | 1978 | Non inscrite  | 2014     | Non qualifiée |       |          |
| 1938  | Non inscrite | 1982 | Non inscrite  | 2018     | Non qualifiée |       |          |
| 1950  | Non inscrite | 1986 | Non inscrite  | 2022     | Non qualifiée |       |          |
| 1954  | Non inscrite | 1990 | Non inscrite  | 2026     | Non qualifiée |       |          |
| 1958  | Non inscrite | 1994 | Non inscrite  | 2030     | À venir       |       |          |
| 1962  | Non inscrite | 1998 | Non qualifiée | 2034     | À venir       |       |          |
| 1966  | Non inscrite | 2002 | Non qualifiée |          |               |       |          |
| 1970  | Non inscrite | 2006 | Non qualifiée |          |               |       |          |

### Parcours en Gold Cup
| Année | Position     |      | Année         | Position |               | Année | Position          |  | Année | Position |
| 1963  | Non inscrite | 1989 | Non inscrite  | 2007     | Non qualifiée | 2025  | Tour préliminaire |  |       |          |
| 1965  | Non inscrite | 1991 | Non qualifiée | 2009     | Non qualifiée |       |                   |  |       |          |
| 1967  | Non inscrite | 1993 | Non qualifiée | 2011     | Non qualifiée |       |                   |  |       |          |
| 1969  | Non inscrite | 1996 | Non qualifiée | 2013     | Non inscrite  |       |                   |  |       |          |
| 1971  | Non inscrite | 1998 | Forfait       | 2015     | Non inscrite  |       |                   |  |       |          |
| 1973  | Non inscrite | 2000 | Non qualifiée | 2017     | Non inscrite  |       |                   |  |       |          |
| 1977  | Non inscrite | 2002 | Non qualifiée | 2019     | Non qualifiée |       |                   |  |       |          |
| 1981  | Non inscrite | 2003 | Non qualifiée | 2021     | Non qualifiée |       |                   |  |       |          |
| 1985  | Non inscrite | 2005 | Non qualifiée | 2023     | Non qualifiée |       |                   |  |       |          |

### Parcours en Ligue des nations
| Édition   | Ligue | Phase de groupes | Phase de groupes | Phase de groupes | Phase de groupes | Phase de groupes | Phase de groupes | Phase de groupes | Phase finale | Phase finale | Phase finale | Phase finale | Phase finale | Phase finale | Phase finale | Phase finale |
| Édition   | Ligue | Class.           | M                | V                | N                | D                | BM               | BE               | Pays hôte    | Résultat     | M            | V            | N            | D            | BM           | BE           |
| --------- | ----- | ---------------- | ---------------- | ---------------- | ---------------- | ---------------- | ---------------- | ---------------- | ------------ | ------------ | ------------ | ------------ | ------------ | ------------ | ------------ | ------------ |
| 2019-2020 | C     | 2/4              | 6                | 4                | 0                | 2                | 7                | 8                | 2020         | Inéligible   | Inéligible   | Inéligible   | Inéligible   | Inéligible   | Inéligible   | Inéligible   |
| 2022-2023 | C     | 2/3              | 4                | 0                | 2                | 2                | 3                | 10               | 2023         | Inéligible   | Inéligible   | Inéligible   | Inéligible   | Inéligible   | Inéligible   | Inéligible   |
| 2023-2024 | C     | 2/3              | 4                | 1                | 1                | 2                | 6                | 10               | 2024         | Inéligible   | Inéligible   | Inéligible   | Inéligible   | Inéligible   | Inéligible   | Inéligible   |
| 2024-2025 | C     | 2/3              | 4                | 2                | 1                | 1                | 4                | 5                | 2025         | Inéligible   | Inéligible   | Inéligible   | Inéligible   | Inéligible   | Inéligible   | Inéligible   |
| 2026-2027 | B     | /4               | 0                | 0                | 0                | 0                | 0                | 0                | 2027         | Inéligible   | Inéligible   | Inéligible   | Inéligible   | Inéligible   | Inéligible   | Inéligible   |
| Total     | Total | Total            | 18               | 7                | 4                | 7                | 20               | 34               | Total        | Total        | 0            | 0            | 0            | 0            | 0            | 0            |

### Parcours enCoupe caribéenne des nations
- 1978 : Non inscrit
- 1979 : Non inscrit
- 1981 : Non inscrit
- 1983 : Non inscrit
- 1985 : 1er tour préliminaire
- 1988 : Non inscrit
- 1989 : Non inscrit
- 1990 : Tour préliminaire
- 1991 : Phase de groupe
- 1992 : Tour préliminaire
- 1993 : Tour préliminaire
- 1994 : Phase de groupe
- 1995 : 4e place
- 1996 : Tour préliminaire
- 1997 : Forfait
- 1998 : Phase de groupe
- 1999 : 2e tour préliminaire
- 2001 : Tour préliminaire
- 2005 : 2e tour préliminaire
- 2007 : 1er tour préliminaire
- 2008 : 2e tour préliminaire
- 2010 : 1er tour préliminaire
- 2012 : Non inscrit
- 2014 : Non inscrit
- 2017 : Non inscrit

## Sélectionneurs
| - Neider dos Santos (?) - Ken Fogarty (1993-1994) - Ken Fogarty (1996-1998) - Marcio Maximo (2000-2001) - Marcos Tinoco (2004) | - Carl Brown (2008-2011) - Alexander González (2015-2018) - Elbert McLean (2018) - Alexander González (2019) - Ben Pugh (2019-) |